# Villa bombiformis
Villa bombiformis är en tvåvingeart som beskrevs av Becker 1916. Villa bombiformis ingår i släktet Villa och familjen svävflugor.
Artens utbredningsområde är Turkiet. Inga underarter finns listade i Catalogue of Life.